# Maleve
Maleve (ucraniano: Мале́ве) es un pueblo de Ucrania perteneciente al municipio rural de Boremel, en el raión de Dubno de la óblast de Rivne.
En 2001, el pueblo tenía una población de 804 habitantes.
Está situado a unos 10 km al noreste de la capital municipal Boremel, a orillas del río Styr.

## Historia
Antes de la formación del actual municipio de Boremel en 2016, el pueblo era sede de un consejo rural en el raión de Demýdivka. El consejo rural incluía como pedanías a Berestechko, Bilché y Pásheva.